# Strange Too
Strange Too – kolejny video album grupy Depeche Mode, zawierający teledyski zespołu z albumu Violator.

## WydaniaBMG VideonaEuropę
- 790 468 1990
  1. Personal Jesus
  2. Policy of Truth
  3. Enjoy the Silence
  4. Clean
  5. Halo
  6. World in My Eyes

### Wydania BMG Video naJaponię
Firma BMG Video wydała te teledyski w formie LD pod etykietą BVLP-22 na Japonię, lista utworów identyczna jak na Europę.

## WydaniaWarner Reprise Video/Sire/Reprise/Mute FilmnaUSA
- 38181-3 1990
  1. Personal Jesus
  2. Policy of Truth
  3. Enjoy the Silence
  4. Clean
  5. Halo
  6. World in My Eyes

## Informacje
Nagrano: 

Producent: State

Produkcja: Richard Bell

Reżyseria: Anton Corbijn